# Hägar de Verschrikkelijke
Hägar de Verschrikkelijke is een Amerikaanse stripreeks, oorspronkelijk getekend door Dik Browne en na zijn dood voortgezet door zijn zoon Chris Browne. De serie gaat over een Viking die zowel tijdens invasies als thuis bij zijn gezin geregeld het onderspit delft. 

## Concept
Hägar is een Viking die tezamen met Malle Eppie (in oudere Vlaamse vertalingen: Eddie Gelukzak) heel Europa plundert, maar die thuis maar weinig te zeggen heeft. Daar is Helga, zijn vrouw, de baas. Hij heeft een gezin met twee kinderen: zijn tienerdochter Hartje en jongere zoon Hamlet. Hartje is steeds op zoek naar de gepaste man om mee te trouwen. Hamlet is vooral geïnteresseerd in lezen. Hartje heeft een los-vast vriendje, de troubadour Luit, terwijl Hernia, een meisje van Hamlets leeftijd, ervan uitgaat dat zij Hamlets vriendinnetje en toekomstige echtgenote is, al geeft Hamlet daar geen enkele aanleiding toe. De hond van de familie heet Snert. Er zijn nog enkele andere af en toe terugkerende bijfiguren, waarvan (huis)dokter Pier het meest uitgewerkt is.  

## Achtergrond
De stripreeks werd in 1973 door Dik Browne bedacht. Hägar is van oorsprong een krantenstrip en bestaat uit dagstroken van maximaal twee à drie plaatjes, plus  een langere aflevering voor de weekendkranten. In albumvorm zijn een aantal langere verhalen verschenen, m.n. bij uitgeverij Mustang. De serie wordt verspreid door het Amerikaanse King Features Syndicate. In 2010 verscheen de strip in meer dan 1900 dagbladen in 58 landen. De Nederlandstalige publicaties worden verzorgd door Arboris en later Standaard Uitgeverij.
In Nederland werd de reeks gepubliceerd in De Telegraaf en later in Spits. In België in Het Nieuwsblad en De Standaard. In het Nederlands zijn ca. 50 Hägarstripalbums verschenen, waarbij de diversiteit aan formaten opvalt. De albums zijn in nagenoeg alle maten uitgegeven (oblong, pocket, A4-softcover, de 'dikke Hägar', mini-pockets etc.). In sommige gevallen is wel sprake van compilaties van eerder verschenen gags rond een bepaald onderwerp (bijvoorbeeld Hägar is ziek etc.)